# Sanç Ramires
Sanç Ramires, també conegut com a Sanç I d'Aragó, Sanç V de Pamplona i Sanç III d'Aragó (ca. 1042 – 4 de juny de 1094), fou rei d'Aragó i Pamplona (1076-1094). És considerat tradicionalment com a rei d'Aragó des del 1063, any de la mort del seu pare.

## Família
Fill de Ramir I d'Aragó i Ermessenda de Bigorra. Succeí al seu pare al tron d'Aragó el 1063, a l'edat de 18 anys.
Matrimoni i descendents
- 1065. ∞ Isabel d'Urgell, filla d'Ermengol III i Clemència de Bigorra. Es divorciaren el 1071.
  - 1. l'infant Pere Sanxes (1069-1104). Rei dels Aragonesos i dels Pamplonesos
- 1071. ∞ Felícia de Roucy, filla d'Hilduí III de Roucy.
  - 2. l'infant Alfons Sanxes (1073-1134). Rei dels Aragonesos i dels Pamplonesos
  - 3. l'infant Ramir Sanxes (v 1075-1147). Bisbe i Rei dels Aragonesos

## Legitimació de les terres de Matidero a Vadluengo
Malgrat que el seu pare Ramir I d'Aragó exercí la potestas (poder) sobre terres de Matidero a Vadoluengo, legalment aquestes terres no eren cap regne independent, doncs estaven integrades al Regne de Pamplona, i Ramir I d'Aragó havia de retre homenatge i guardar obediència al rei de Pamplona. És per això que el 1068 Sanç Ramires viatjà a Roma oferint vassallatge al Papa i sotmetent les seves terres de Matidero a Vadoluengo a l'obediència de Roma. De resultes d'aquest vassallatge, el rei es comprometé a pagar un tribut de 600 marcs d'or anuals. Aquest pacte de vassallatge és el fonament de la Hipòtesi dels lemniscs, que sosté que l'origen del Senyal Reial es deu a les cintes de lemniscs de color roig i groc que penjaven dels segells papals.

## Conquesta del pla d'Aragó i la vall del Cinca
Va obrir tres fronts per a expandir el regne, a través del Cinca, las Bardenas Reales i el Gàllego. La conquesta del pla s'anava assegurant amb la construcció de castells que servien de llançadora i després com a protecció de la terra conquerida. Així Sanç I d'Aragó va construir, entre d'altres, els castells de Loarre, Obano, Montearagón, Artasona i Castiliscar.
En el front del riu Cinca el 1064 va prendre Barbastre als musulmans gràcies al seu sogre Ermengol III d'Urgell, a qui concedí la ciutat però on morí en la represa de la ciutat per les tropes de Ahmed I ben Sulaiman al-Muktadir, qui a partir de 1068 començà a pagar pàries a Sanç.

## Rei dels Aragonesos i dels Pamplonesos
El rei de Navarra, Sanç IV el de Peñalén, cosí de Sanç Ramires, fou assassinat pel seu propi germà Ramon, que en una partida de caça el va fer caure d'una elevada roca el 4 de juny de 1076. Els nobles pamplonesos, no volent ser governats per un rei fratricida escolliren a Sanç Ramires com a nou rei, moment a partir del qual usà ja sense limitacions la dignitat (títol) de rei, titulant-se «rei dels Aragonesos i dels Pamplonesos», en llatí: «gratia Dei Aragonensium et Pampilonensium rex» (Sanç I d'Aragó i Pamplona).
Un dels seus errors fou anomenar bisbe a Salomó de Roda home virtuós però de poca empenta el qual va fer poca feina en favor del monestir de Roda. I després va tenir molts problemes per poder-lo destituir, ja que l'havia anomenat de manera conjunta amb el legat papal.

## Ofensiva contra l'Emirat de Saragossa
El 1078 va talar els camps de Saragossa, va construir la fortalesa de Castellar i més tard va fer tributari al rei musulmà d'aquella ciutat. El 1083 es va apoderar del castell de Graus, on havia mort el seu pare el 1063, Estada el 1087, Montsó el 1088 i Artasona en 1094, però no va aconseguir capturar Tudela en 1087 tot i el suport de Ramon IV de Tolosa i les tropes llenguadocianes, provençals, normandes i borgonyones. Va donar Montsó amb títol de rei al seu fill primogènit Pere, que ja ho era de Sobrarb i Ribagorça
En el front de Las Bardenas, va ocupar Arguedas, en 1084 i Luna en 1092. En el front del riu Gállego, es va apoderar de Pedra Tallada i el 1083 va caure el Castell d'Ayerbe que va menar repoblar, en 1088 va fortificar Montearagón i en 1094 assetja Osca on va morir el 4 de juny.

## Defensa de l'emirat de Larida
Rodrigo Díaz de Vivar va fer una segona campanya contra els territoris de l'Emirat de Larida, en la que va vèncer prop de Morella el 14 d'agost de 1084 l'exèrcit de socors que havien bastit Sanç I d'Aragó i Pamplona i al-Mudhàffar, quan el Cid estava assetjant la fortalesa.

## Ascendència
|  |                           |  |  |  |  |  |  |  |  |  |  |  |  |  |  |  |
|  | Sanç II de Pamplona       |  |  |  |  |  |  |  |  |  |  |  |  |  |  |  |
|  |                           |  |  |  |  |  |  |  |  |  |  |  |  |  |  |  |
|  |                           |  |  |  |  |  |  |  |  |  |  |  |  |  |  |  |
|  | Garcia II de Pamplona     |  |  |  |  |  |  |  |  |  |  |  |  |  |  |  |
|  |                           |  |  |  |  |  |  |  |  |  |  |  |  |  |  |  |
|  |                           |  |  |  |  |  |  |  |  |  |  |  |  |  |  |  |
|  | 17. Urraca de Castella    |  |  |  |  |  |  |  |  |  |  |  |  |  |  |  |
|  |                           |  |  |  |  |  |  |  |  |  |  |  |  |  |  |  |
|  |                           |  |  |  |  |  |  |  |  |  |  |  |  |  |  |  |
|  | Sanç III de Pamplona      |  |  |  |  |  |  |  |  |  |  |  |  |  |  |  |
|  |                           |  |  |  |  |  |  |  |  |  |  |  |  |  |  |  |
|  |                           |  |  |  |  |  |  |  |  |  |  |  |  |  |  |  |
|  | 18. Ferran Bermúdez       |  |  |  |  |  |  |  |  |  |  |  |  |  |  |  |
|  |                           |  |  |  |  |  |  |  |  |  |  |  |  |  |  |  |
|  |                           |  |  |  |  |  |  |  |  |  |  |  |  |  |  |  |
|  | Ximena Fernández          |  |  |  |  |  |  |  |  |  |  |  |  |  |  |  |
|  |                           |  |  |  |  |  |  |  |  |  |  |  |  |  |  |  |
|  |                           |  |  |  |  |  |  |  |  |  |  |  |  |  |  |  |
|  | 19. ?                     |  |  |  |  |  |  |  |  |  |  |  |  |  |  |  |
|  |                           |  |  |  |  |  |  |  |  |  |  |  |  |  |  |  |
|  |                           |  |  |  |  |  |  |  |  |  |  |  |  |  |  |  |
|  | Ramir I d'Aragó           |  |  |  |  |  |  |  |  |  |  |  |  |  |  |  |
|  |                           |  |  |  |  |  |  |  |  |  |  |  |  |  |  |  |
|  |                           |  |  |  |  |  |  |  |  |  |  |  |  |  |  |  |
|  | 20. ?                     |  |  |  |  |  |  |  |  |  |  |  |  |  |  |  |
|  |                           |  |  |  |  |  |  |  |  |  |  |  |  |  |  |  |
|  |                           |  |  |  |  |  |  |  |  |  |  |  |  |  |  |  |
|  | ?                         |  |  |  |  |  |  |  |  |  |  |  |  |  |  |  |
|  |                           |  |  |  |  |  |  |  |  |  |  |  |  |  |  |  |
|  |                           |  |  |  |  |  |  |  |  |  |  |  |  |  |  |  |
|  | 21. ?                     |  |  |  |  |  |  |  |  |  |  |  |  |  |  |  |
|  |                           |  |  |  |  |  |  |  |  |  |  |  |  |  |  |  |
|  |                           |  |  |  |  |  |  |  |  |  |  |  |  |  |  |  |
|  | Sança d'Aybar             |  |  |  |  |  |  |  |  |  |  |  |  |  |  |  |
|  |                           |  |  |  |  |  |  |  |  |  |  |  |  |  |  |  |
|  |                           |  |  |  |  |  |  |  |  |  |  |  |  |  |  |  |
|  | 22. ?                     |  |  |  |  |  |  |  |  |  |  |  |  |  |  |  |
|  |                           |  |  |  |  |  |  |  |  |  |  |  |  |  |  |  |
|  |                           |  |  |  |  |  |  |  |  |  |  |  |  |  |  |  |
|  | ?                         |  |  |  |  |  |  |  |  |  |  |  |  |  |  |  |
|  |                           |  |  |  |  |  |  |  |  |  |  |  |  |  |  |  |
|  |                           |  |  |  |  |  |  |  |  |  |  |  |  |  |  |  |
|  | 23. ?                     |  |  |  |  |  |  |  |  |  |  |  |  |  |  |  |
|  |                           |  |  |  |  |  |  |  |  |  |  |  |  |  |  |  |
|  |                           |  |  |  |  |  |  |  |  |  |  |  |  |  |  |  |
|  | Sanç Ramires              |  |  |  |  |  |  |  |  |  |  |  |  |  |  |  |
|  |                           |  |  |  |  |  |  |  |  |  |  |  |  |  |  |  |
|  |                           |  |  |  |  |  |  |  |  |  |  |  |  |  |  |  |
|  | 24. Arnau I de Comenge    |  |  |  |  |  |  |  |  |  |  |  |  |  |  |  |
|  |                           |  |  |  |  |  |  |  |  |  |  |  |  |  |  |  |
|  |                           |  |  |  |  |  |  |  |  |  |  |  |  |  |  |  |
|  | Roger I de Carcassona     |  |  |  |  |  |  |  |  |  |  |  |  |  |  |  |
|  |                           |  |  |  |  |  |  |  |  |  |  |  |  |  |  |  |
|  |                           |  |  |  |  |  |  |  |  |  |  |  |  |  |  |  |
|  | 25. Arsenda de Carcassona |  |  |  |  |  |  |  |  |  |  |  |  |  |  |  |
|  |                           |  |  |  |  |  |  |  |  |  |  |  |  |  |  |  |
|  |                           |  |  |  |  |  |  |  |  |  |  |  |  |  |  |  |
|  | Bernat I de Foix          |  |  |  |  |  |  |  |  |  |  |  |  |  |  |  |
|  |                           |  |  |  |  |  |  |  |  |  |  |  |  |  |  |  |
|  |                           |  |  |  |  |  |  |  |  |  |  |  |  |  |  |  |
|  | 26. ?                     |  |  |  |  |  |  |  |  |  |  |  |  |  |  |  |
|  |                           |  |  |  |  |  |  |  |  |  |  |  |  |  |  |  |
|  |                           |  |  |  |  |  |  |  |  |  |  |  |  |  |  |  |
|  | Adelaida de Gavaldà       |  |  |  |  |  |  |  |  |  |  |  |  |  |  |  |
|  |                           |  |  |  |  |  |  |  |  |  |  |  |  |  |  |  |
|  |                           |  |  |  |  |  |  |  |  |  |  |  |  |  |  |  |
|  | 27. ?                     |  |  |  |  |  |  |  |  |  |  |  |  |  |  |  |
|  |                           |  |  |  |  |  |  |  |  |  |  |  |  |  |  |  |
|  |                           |  |  |  |  |  |  |  |  |  |  |  |  |  |  |  |
|  | Ermessenda de Bigorra     |  |  |  |  |  |  |  |  |  |  |  |  |  |  |  |
|  |                           |  |  |  |  |  |  |  |  |  |  |  |  |  |  |  |
|  |                           |  |  |  |  |  |  |  |  |  |  |  |  |  |  |  |
|  | 28. ?                     |  |  |  |  |  |  |  |  |  |  |  |  |  |  |  |
|  |                           |  |  |  |  |  |  |  |  |  |  |  |  |  |  |  |
|  |                           |  |  |  |  |  |  |  |  |  |  |  |  |  |  |  |
|  | ?                         |  |  |  |  |  |  |  |  |  |  |  |  |  |  |  |
|  |                           |  |  |  |  |  |  |  |  |  |  |  |  |  |  |  |
|  |                           |  |  |  |  |  |  |  |  |  |  |  |  |  |  |  |
|  | 29. ?                     |  |  |  |  |  |  |  |  |  |  |  |  |  |  |  |
|  |                           |  |  |  |  |  |  |  |  |  |  |  |  |  |  |  |
|  |                           |  |  |  |  |  |  |  |  |  |  |  |  |  |  |  |
|  | Garsenda de Bigorra       |  |  |  |  |  |  |  |  |  |  |  |  |  |  |  |
|  |                           |  |  |  |  |  |  |  |  |  |  |  |  |  |  |  |
|  |                           |  |  |  |  |  |  |  |  |  |  |  |  |  |  |  |
|  | 30. ?                     |  |  |  |  |  |  |  |  |  |  |  |  |  |  |  |
|  |                           |  |  |  |  |  |  |  |  |  |  |  |  |  |  |  |
|  |                           |  |  |  |  |  |  |  |  |  |  |  |  |  |  |  |
|  | ?                         |  |  |  |  |  |  |  |  |  |  |  |  |  |  |  |
|  |                           |  |  |  |  |  |  |  |  |  |  |  |  |  |  |  |
|  |                           |  |  |  |  |  |  |  |  |  |  |  |  |  |  |  |
|  | 31. ?                     |  |  |  |  |  |  |  |  |  |  |  |  |  |  |  |
|  |                           |  |  |  |  |  |  |  |  |  |  |  |  |  |  |  |
|  |                           |  |  |  |  |  |  |  |  |  |  |  |  |  |  |  |

## Relacions amb Castella
Per a establir relacions cordials amb el Regne de Castella, va ajudar el rei Alfons VI de Castella a la batalla de Sagrajas de 1086 i en la defensa de Toledo el 1090 i, finalment, va concertar un tractat d'ajuda mútua amb Rodrigo Díaz de Vivar el 1092.

## Títols i successors

Signum Regis de Sanç Ramires

Va morir el 4 de juny de l'any 1094 assetjant la ciutat d'Osca. El seu cos fou dut al monestir de Montearagón, i traslladat després al Monestir de San Juan de la Peña. Fou succeït als dos regnes pel seu fill gran Pere I d'Aragó.
- Sancius, Ranimiri regis filius[7]

- A 1063: Sancius, filius regis +.[8]

- A 1067: In Dei nomine ego Sancio Ranimiriz, Renimirus regis filio (...) Regnate rex Sancio Ranimirus in Aragon et Supraarbi[9]

- A 1076: ego Santius, gratia Dei Aragonensium rex et Panpilonensium[10]

- A 1093: ego Sancius Ranimirus, gratia Dei Aragonensium et Pampilonensium rex[11]

| Sanç Ramires Casa d'Aragó del Llinatge de PamplonaNaixement: Aibar, 1000 Mort: Graus, 1063 | |                                               |
| Títols                                                                                     | |                                               |
| Precedit per: Ramir Sanxes (pare)                                                          | Sanç Ramires, fill del rei Ramir (Llista de reis d'Aragó) Aragó, Comtat de Ribagorça, Comtat de Sobrarb (1063–1076) | Succeït per: Pere I d'Aragó i Pamplona (fill) |
| Precedit per: Sanç Garcés IV de Pamplona (cosí)                                            | Rei dels Aragonesos i dels Pamplonesos (Llista de reis de Pamplona) Regne de Pamplona (1076–1094)                   | Succeït per: Pere I d'Aragó i Pamplona (fill) |